# Vakarų medienos grupė
UAB Vakarų medienos grupė (VMG) ist eine litauische Unternehmensgruppe, die in der Holz- und Möbel-Branche tätig ist. Die Gruppe bilden AB „Klaipėdos mediena“ (gegr. 1899), UAB „Girių bizonas“, UAB „Sakuona“, Sakuona, BEI, VMG Technics, Wood Industry, LogDrev und VMG Industry. 2012 erzielte sie einen Umsatz von 100 Mio. Euro (den Gewinn von 21,261 Mio. Lt), (2008: 120 Mio. Euro) und 515,3 Mio. Litas im Jahr 2013. Für 2014 plante man den Umsatz von 718 Mio. Lt und 2015 mit 1 Mrd. Litas. 2017 erzielte man den Gewinn von  17,484 Mio. Euro.
Gründer der Holding und Hauptaktionäre sind Sigitas Paulauskas und der litauische Möbelkonzern UAB SBA. 
100 % Aktien von VMG hat die in Zypern registrierte Holdinggesellschaft „VMG Holdings“.